# Thierry Martin (auteur de bande dessinée)
Pour les articles homonymes, voir Thierry Martin.
Thierry Martin, né en 1966 au Liban, est un auteur de bande dessinée français. 

## Biographie
Diplômé en arts graphiques des Beaux-Arts de Perpignan et de Nancy, Thierry Martin a également suivi une formation en story-board aux Gobelins à Paris. Il a réalisé des story-boards pour la télévision et le cinéma d’animation avant de dessiner une adaptation du Roman de Renart en trois tomes.
Son recueil de dessins en noir et blanc paru en 2019, Dernier souffle, est à l'origine une improvisation muette publiée quotidiennement sur Instagram, racontant une histoire de vengeance dans l'univers du western.
En 2021 paraît son album de Mickey dans la collection Disney by Glénat qu'il dessine sur un scénario de Jean-Luc Cornette. La même année, il participe à l'album collectif et international Batman The World où avec le scénariste Mathieu Gabella, il met en scène le super-héros au Musée du Louvre.

## Publications
- Le Pil (dessin sous le pseudonyme Matrix), scénario d'Olivier Taïeb, Dargaud, coll. « Fictions » :

1. L'Œil de Sirrah, 2002[4].
2. Le Calice d'Adula, 2003.

- Vincent, mon frère mort-vivant, scénario de Jean-Marc Mathis, Soleil, 2005

- Roman de Renart, scénario de Jean-Marc Mathis, Delcourt

1. Les Jambons d'Ysengrin, 2007
2. Le Puits, 2008
3. Le Jugement de Renart, 2009

- Au Pays des ombres, réédition de Vincent, mon frère mort-vivant, scénario de Jean-Marc Mathis, Soleil, 2012

- Myrmidon [5], scénario de Loïc Dauvillier, Éditions de la Gouttière

1. Myrmidon au pays des Cow-boys [6], 2013
2. Myrmidon dans l'espace, 2014
3. Myrmidon dans l’antre du Dragon, 2015
4. Myrmidon sur l’île des pirates, 2016
5. Myrmidon et la grotte mystérieuse,  2016
6. Myrmidon et la bête de la montagne, 2018

- Hors cadre, Éditions Black & White, 2016
- Nam-bok[7], d'après une nouvelle de Jack London, Futuropolis, 2017
- Une affaire d'Etats - Le Juge Borrel - octobre 1995, le juge Borrel est assassiné à Djibouti [8],[9],[10], scénario de David Servenay, collection Noctambule, Soleil, 2017
- Dernier souffle, tirage de tête Noir & Blanc, Éditions Black & White, 2019
- Mortel, scénario de Marc Dubuisson, collection Pataquès, Delcourt, 2020
- Enveloppes Hermétiques du Major Martin, Éditions Black & White, 2020
- Dernier souffle, réédition en Bichromie, collection Noctambule, Soleil 2021
- Mickey et les mille Pat[2], scénario de Jean-Luc Cornette, collection Disney by Glénat, Glénat, octobre 2021
- La Famille selon Jerry Alone, Fluide glacial, mai 2022

## Participations à des collectifs
- Paroles de Poilus [11], Soleil - France Inter, 2006
- Paroles de Verdun, Soleil, 2007
- Le jour où…, Futuropolis - France Info

1. 1987 - 2007, 2007
2. 1987 - 2012, 2013
3. France Info : 30 ans d'actualité, 2017

- Paroles d'étoiles,  Soleil, 2008
- Tribute to Popeye, éditions Charrette, 2010
- Mini-récits dans Spirou : Une rencontre, 2013 ; La Bourse, 2015
- La Revue dessinée #3 2014 & #10, 2015
- Pilote - Spécial Valérian, Dupuis-Dargaud, 2017
- Mickey All Stars, Disney by Glénat, 2019
- Batman The World, dessin de l'histoire courte au Musée du Louvre sur un scénario de Mathieu Gabella, Urban Comics, septembre 2021

## Expositions
- En 2019, le festival Quai des Bulles lui consacre une exposition monographique, Thierry Martin est un cow-boy[12].

- En juin 2021, le festival des Rendez-vous de la bande dessinée d'Amiens organise l'exposition Mise en scène, mise sous plis qui regroupe vingt dessinateurs sur le thème de l’enveloppe à fenêtre illustrée, un concept inventé par Thierry Martin[13].